# Bergedorf slott

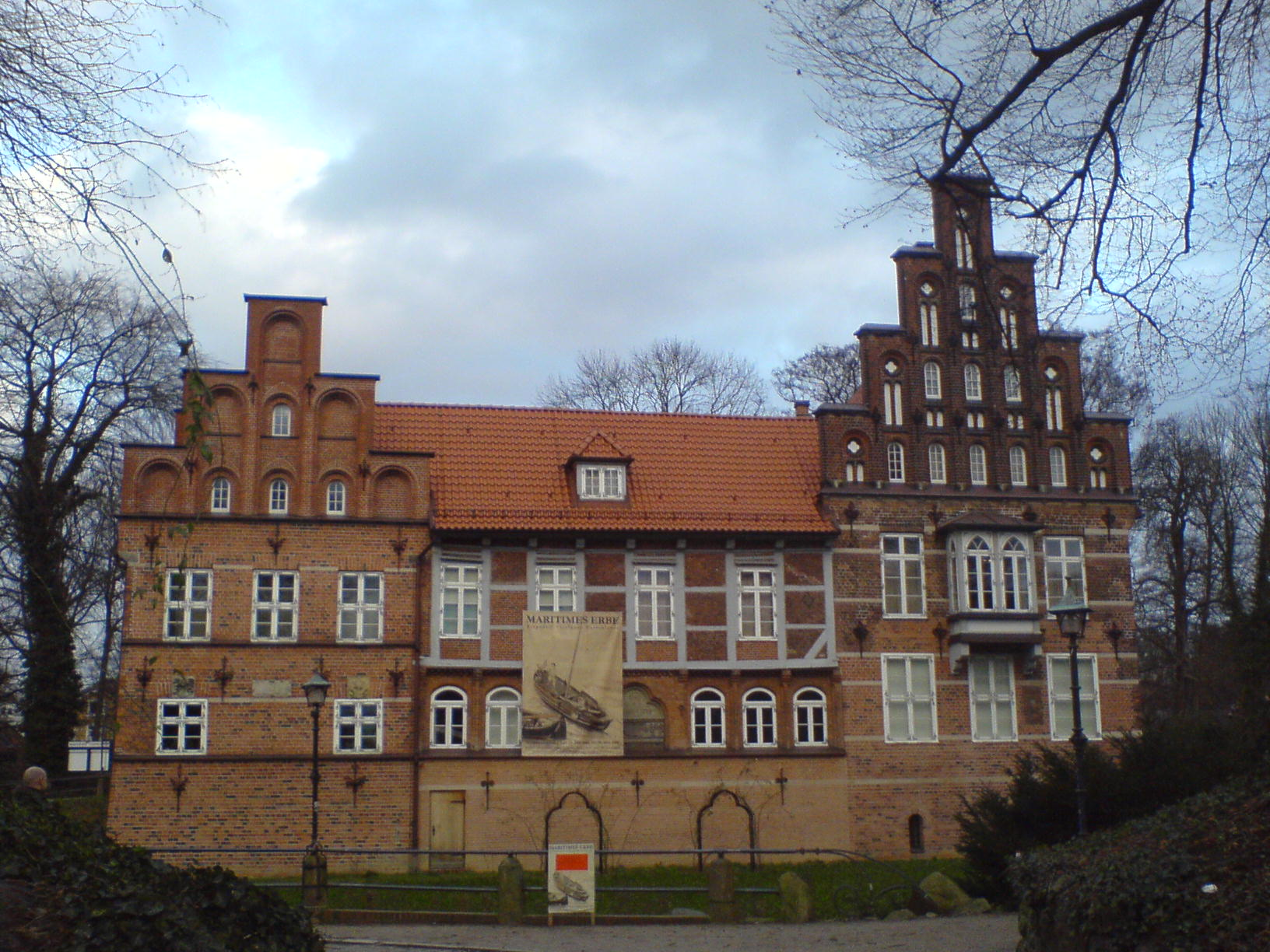
Bergedorf slott

Bergedorf slott är ett slott i Hamburg i stadsdelen Bergedorf vid Bille.